# 옥천터널

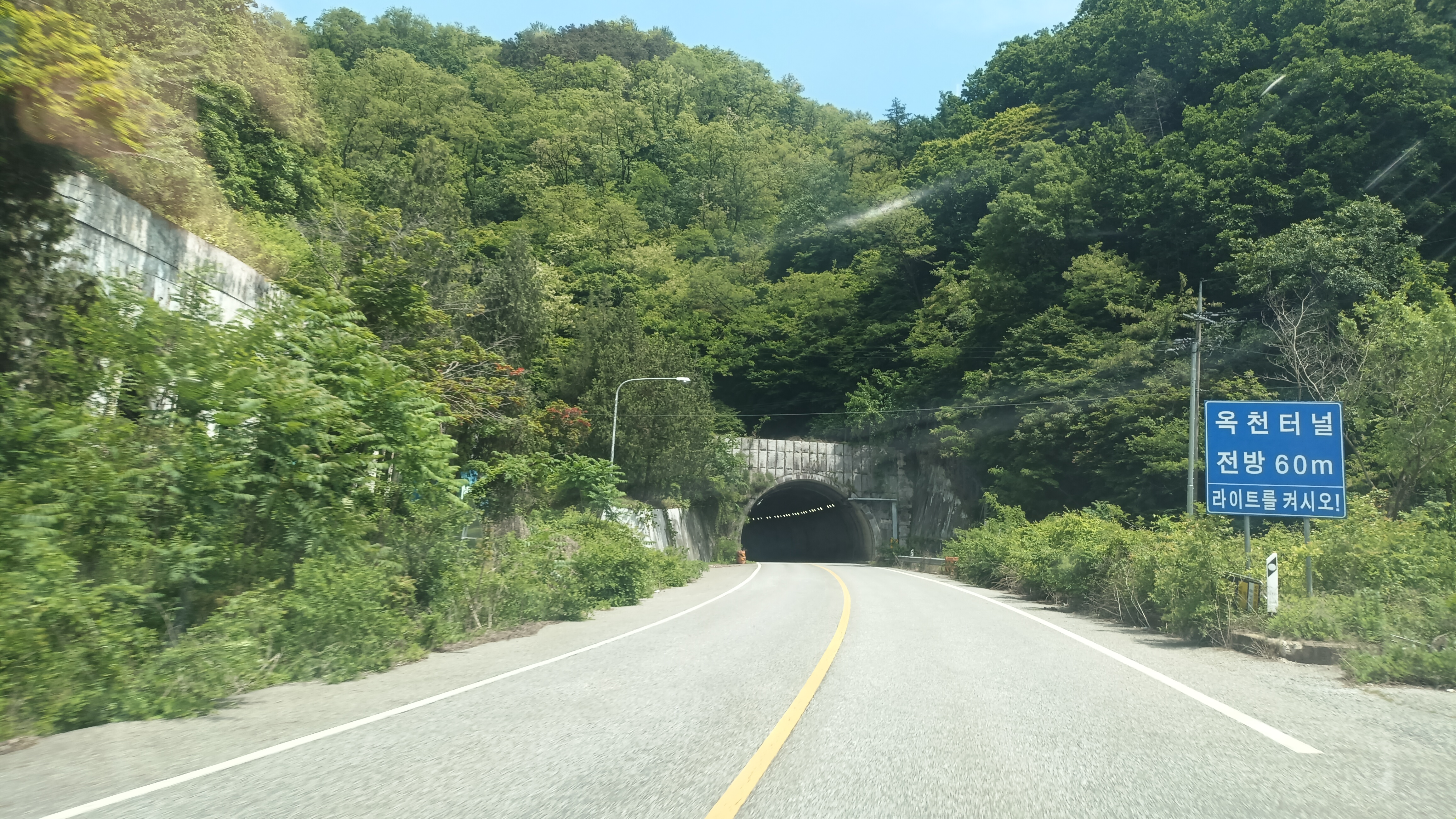
창리층을 뚫어 만든 옥천군 동이면의 구 경부고속도로와 옛 당재터널

옥천터널(영어: Okcheon Tunnel)은 옛 경부고속도로의 터널로, 금강로가 사용하고 있다. 당재터널로도 불리며, 길이는 상행선 630 m, 하행선 592 m이다. 

## 공사

### 창리층
당재터널, 현재의 옥천터널은 구 경부고속도로의 터널로 옥천군 동이면 우산리와 청성면 묘금리의 경계에 위치한다. 이 구간은 경부고속도로 건설 당시 최악의 난이도를 가진 공사 구간으로 당시 토목 기술로 연장 500 m 이상의 터널을 공사하는 것이 불가능해 골짜기 쪽 경로를 택하였다. 그러나 이 터널이 건설된 곳은 옥천 누층군 창리층의 (변성)퇴적암이 분포하는 곳으로, 기반암이 약해 터널 천장이 무너지는 낙반 사고가 13번이나 발생해 11명이 사망한 후에야 터널이 완성되었다. 당시 공사한 6개의 터널 중 5개의 터널은 연암에서 강암으로 이어졌는데, 이 구간에서만 잡석층이 나왔다. 즉, 암석의 맥이 이 구간은 편마암부터 가지각색의 암맥이 형성되어 있다. 현재 당재터널은 옥천터널로 이름이 바뀌고 대구방향 터널은 금강로 (옥천군) 도로로 지금도 사용되고 있으며 터널 일부는 민간에 임대되어 스마트팜 시설로 활용되고 있다.
옥천 지질도폭(1978)에 의하면 창리층은 옥천 누층군 최하위 지층으로 금강석회암에 의하여 덮이며 흑색천매암 및 흑색점판암으로 구성된다. 옥천군 군서면 자모리, 군북면 오동리지역은 흑색천매암이 우세하며 상부에 금강석회암이 있고 두 지역의 경계에 있는 산능선을 따라 함탄대가 발달한다. 그 남부의 옥천군 군서면 상지리~금산군 추부면 상지리 지역에서는 흑색 점판암이 우세하며 1매의 석회암과 3매의 함탄대를 협재한다. 마성산 일대에 분포하는 창리층은 북동 40°~동-서 주향을 가지며 흑색 천매암 및 흑색 점판암으로 구성된다. 상부에 금강석회암이 있으며 1매의 함탄대를 협재한다. 옥천군 안남면 지수리~동이면~금강휴게소 일대~영동군 심천면 일대에 넓게 분포하는 창리층은 대략 남-북 방향으로 분포하나 영동유원지 부근에서 동남동 방향으로 습곡되며 흑색 천매암, 흑색 점판암, 녹색암으로 구성되고 소규모의 석회암이 협재된다.

### 조강시멘트
그래서 정주영 회장은 조강시멘트 사용을 지시했다. 조강시멘트는 일반시멘트보다 20배 이상 빨리 굳으나, 가격이 2배 이상 비쌌다. 인력과 장비가 부족해서 군인까지 동원하여 새벽 5시부터 밤 12시까지 철야로 작업하여 1970년 7월 5일, 즉 개통일인 1970년 7월 7일에서 2일 전에 준공하였다. 현재는 2002년 경부고속도로 옥천간 선형개량으로 인해 더 이상 고속도로 구간은 아니며, 구 서울방향 터널은 김치 저장소로 쓰이다가 스마트 팜으로, 부산방향 터널은 88올림픽고속도로의 터널과 같은 왕복 2차로 터널로 쓰이고 있다.

## 같이 보기
- 경부고속도로의 역사
- 옥천1터널
- 옥천2터널
- 옥천3터널
- 옥천4터널
- 옥천 누층군 창리층